# 乐清东站
乐清东站位于中国浙江省温州市乐清市石帆街道绅坊村，归属上海铁路局，2009年随甬台温铁路正式通车同时启用，定名为绅坊站。2021年11月18日起，车站更名为乐清东站。

## 车站结构
乐清东站站房总建筑面积4900平方米，主体建筑地上一层，局部二层。车站站场规模为2台4线。

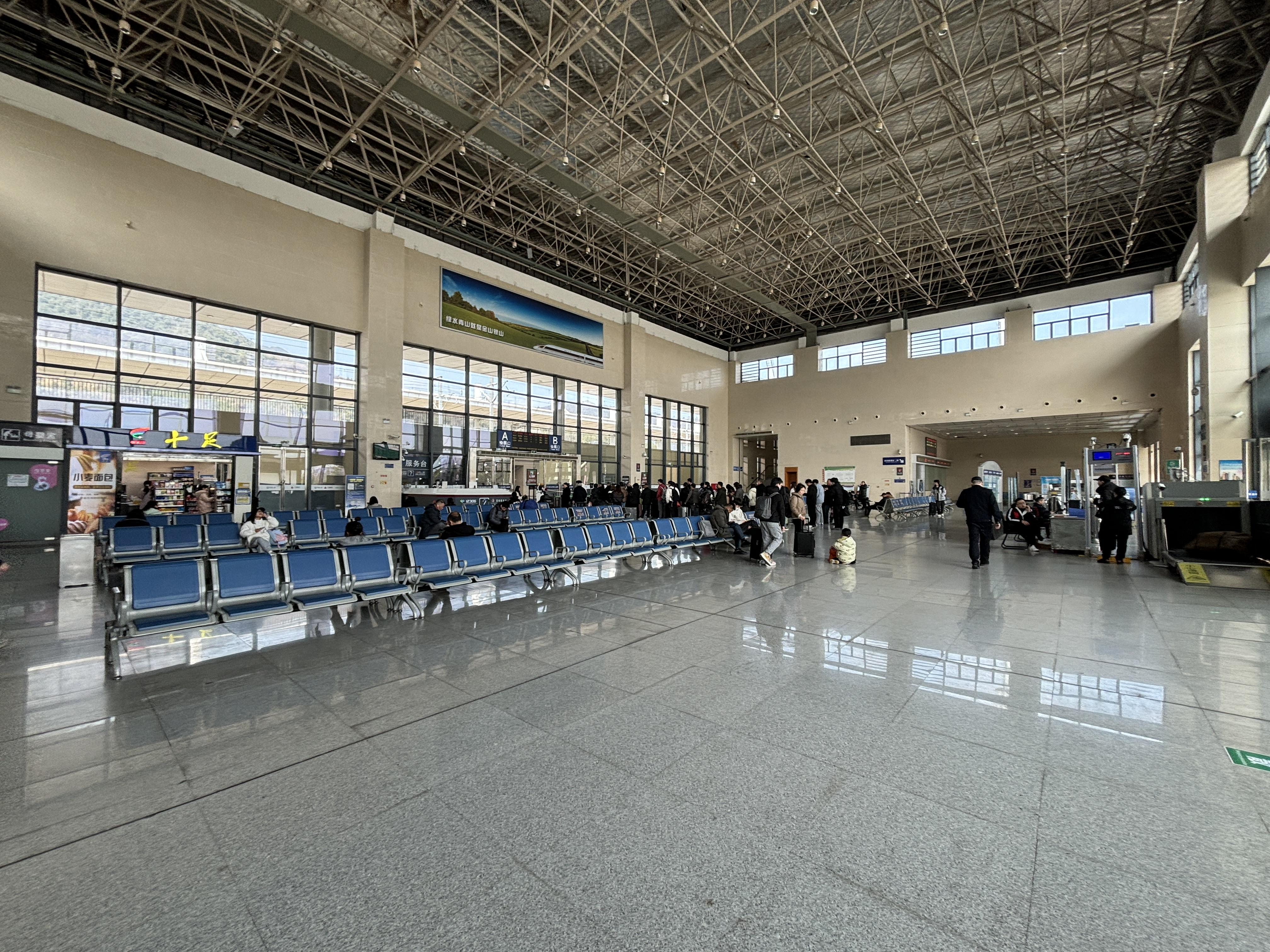
车站站房
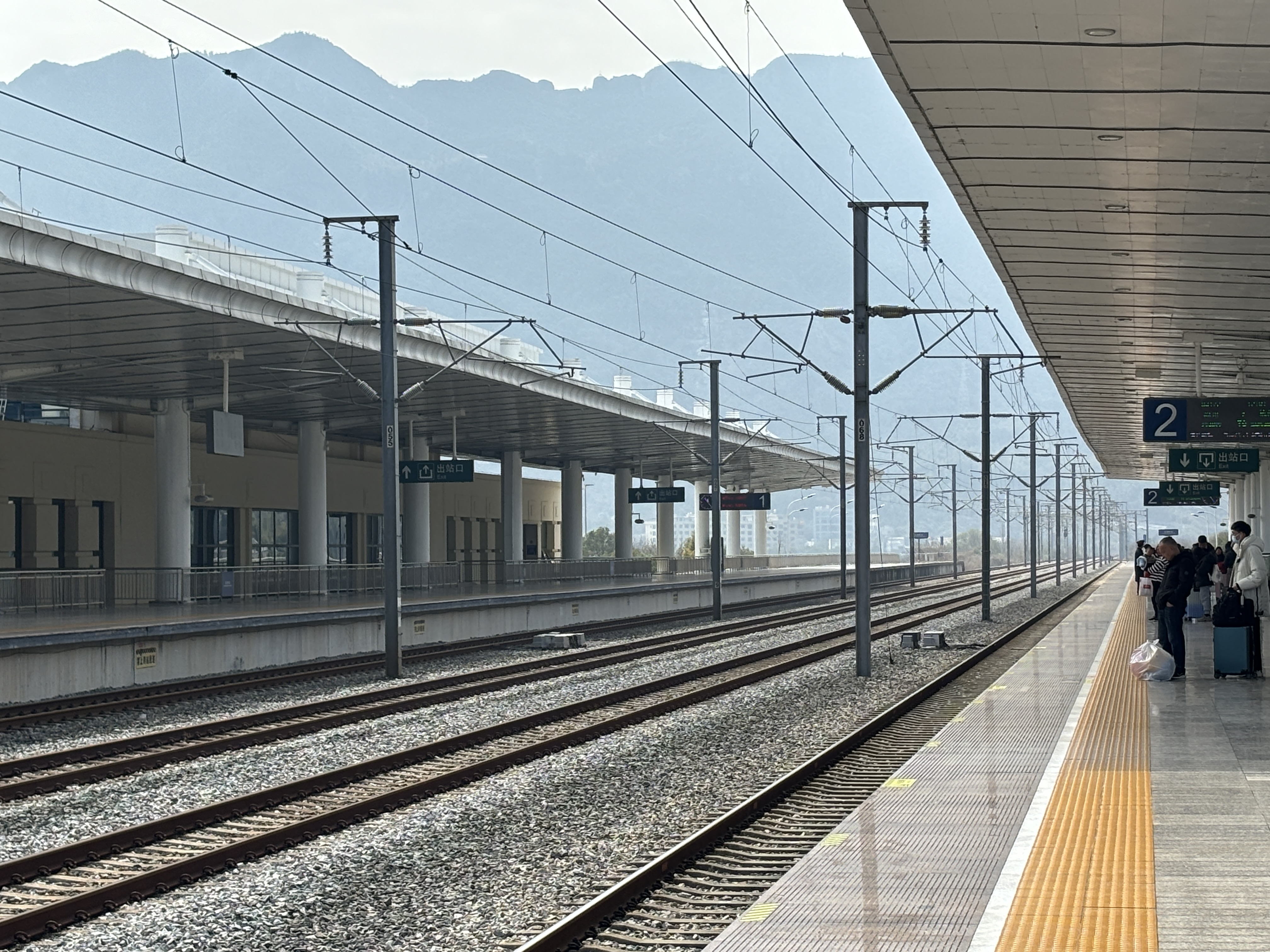
车站股道

| 西↑ |      |                                                      |  |
|     | 侧式 |                                                      |  |
| 4道 | 2    | 到发线                                               |  |
| Ⅱ道 | 无   | （乐清站）杭深线 上行正线 往杭州东站方向（雁荡山站） |  |
| Ⅰ道 | 无   | （乐清站）杭深线 下行正线 往深圳北站方向（雁荡山站） |  |
| 3道 | 1    | 到发线                                               |  |
|     | 侧式 |                                                      |  |
| 东↓ | 站房 |                                                      |  |

- 车站站房
- 车站股道